# 大川功
大川 功（おおかわ いさお、1926年5月19日 - 2001年3月16日）は、日本の実業家。システムインテグレーターのCSKの創業者であり、ゲーム会社セガの会長および社長を歴任した。
投資家・篤志家の一面も持っており、1998年11月に個人資産2700万米ドルをマサチューセッツ工科大学（MIT）に寄付したことから、MITが「Okawa Center for Future Children」設立を発表。亡くなる直前の2001年1月には、セガが家庭用ゲーム機事業の撤退により生じた損失額を埋めるため総額約850億円相当の個人資産をセガに譲渡し、セガの倒産を回避した。
大川の死後、親交のあった椎名武雄や増田宗昭らが中心となって、大川の遺志に基づきベンチャー企業の振興発展を行う「一般財団法人 大川ドリーム基金」が2011年に設立された。

## 略歴
- 1926年5月19日 大阪船場で婦人子供服地の卸店「大川商店」を営む両親の次男として誕生。本籍地 大阪府大阪市。
- 1945年3月 大阪府立旧制今宮中学を卒業。
- 1948年3月 早稲田大学専門部工科卒業。肺結核に加え盲腸手術の失敗による腸漏を併発し、7年半にわたり病床に臥す。快復後、兄の会計事務所手伝いを経て、タクシー会社を共同経営し成功するも売却。
- 1962年 日本IBMの勧めでパンチカードシステム・PCSの講習に参加。情報産業の予兆を知る。
- 1968年10月 大阪住友生命淀屋橋ビルに「コンピュータサービス株式会社」を創立。一代でどこまで挑戦できるかにこだわり、未成熟の暖簾のない分野、商売人がいない世界に挑戦する。
- 1980年9月 情報サービス業界として初めて店頭公開。
- 1982年6月 同社は日本の情報サービス業界の先頭を切って、システムインテグレータ企業として初めて東京証券取引所市場第二部に株式上場する。
- 1984年4月 株式会社セガ・エンタープライゼスへ資本参加し取締役会長就任。
- 1985年3月 同社は東京証券取引所市場第一部に指定替えとなる。
- 1986年8月22日 5億円を寄付し、財団法人 大川情報通信基金を設立、同年11月13日に初代理事長となる。
- 1987年1月 コンピュータサービス株式会社の社名を株式会社CSKに変更し、商号も株式会社シーエスケイに変更する。
- 1993年6月8日 30億円を財団法人 大川情報通信基金に寄付。
- 1995年2月24日 ベルギーのブリュッセルで開催された先進国7ヵ国情報通信閣僚会議「情報通信G7サミット」に民間代表として出席。子供の声を聞く「ジュニアサミット」を提唱。同年11月、東京にて「ジュニアサミット'95」が開催される。
- 1996年5月 社団法人ニュービジネス協議会会長就任（～1998年5月）。
- 1998年11月 個人資産2700万USD(当時の為替レート1ドル=130.90円換算で約35億3430万円)をマサチューセッツ工科大学（MIT）に寄付したことから、MITが「Okawa Center for Future Children」（MIT大川センター）設立を発表。
- 1999年10月 CSK子会社として株式会社イサオを設立し、それまでセガがドリームキャスト向けに提供していたインターネットサービスプロバイダー「セガプロバイダ」を「isao.net（イサオドットネット）」として承継する形で事業開始。
- 2000年6月 セガ代表取締役会長（1997年～）兼社長に就任。
- 2001年1月 家庭用ゲーム機分野からの撤退を決めた株式会社セガに個人資産約850億円を寄付。「事業で得たお金は事業に返す」という信念のもとの行動である。
- 2001年3月16日15時47分、東京医科大学病院にて心不全のため逝去（74歳）。

## 関連書籍
- 大川功 人間の魅力 大川功記念会編著（2011年、アスペクト） ISBN 978-4757219137
- ベンチャーの父 大川功 西和彦著（2011年、アゴラブックス） ISBN 978-4905499015
- 2003―飯野賢治対談集 飯野賢治著（1999年、ソニーマガジンズ） ISBN 978-4789713597
- 甘ったれるな! ニュービジネス協議会/ニュービジネス研究所編（1997年、日経BP社） ISBN 978-4822240936
- 予兆 情報世紀をひらく 大川功著（1996年、東洋経済新報社） ISBN 978-4492552759

## レコード・CD
大の歌好きで度々LP(1982年)、CDアルバム(1980年代から2001年まで毎年)を発表していた。収録曲は中村八大作曲、デューク・エイセスの歌唱による社歌、音頭（『CSKズッコケ音頭』）が中心だが、大川本人歌唱による「第二の社歌」とされていた『東京ラプソディ』なども収録されていた。